# Min søsters børn (film fra 1966)
 For alternative betydninger, se Min søsters børn (flertydig). (Se også artikler, som begynder med Min søsters børn)
Min søsters børn er en dansk film fra 1966. Filmen fortæller om en professor i børnepædagogik, der skal se efter sin søsters vanartede børn, der sætter alle hans teorier på en hård prøve. Handlingen ligger delvist til grund for genindspilningen af samme navn fra 2001.
Filmen er instrueret af Annelise Reenberg, der også har skrevet manuskriptet med Gitte Palsby.

## Medvirkende
- Axel Strøbye
- Birgit Sadolin
- Jeanne Darville
- William Rosenberg
- Sonja Oppenhagen
- Jan Priiskorn Schmidt
- Vibeke Houlberg
- Michael Rosenberg
- Pusle Helmuth
- Karl Stegger
- Thecla Boesen
- Ole Søltoft
- Hugo Herrestrup
- Bjørn Puggaard-Müller
- Bent Vejlby
- Jytte Abildstrøm
- Gunnar Lemvigh
- Poul Thomsen
- Elith Foss
- Edouard Mielche
- Emil Hass Christensen